# Эруин, Клинт
Кли́нтон Э́руин (англ. Clinton Irwin; 1 апреля 1989, Шарлотт, Северная Каролина, США) — американский футболист, вратарь клуба «Миннесота Юнайтед».

## Биография
Эруин посещал старшую школу в Христианской школе Шарлотта, где играл в баскетбол вместе с будущей суперзвездой НБА Стефом Карри.
В 2007—2010 годах Эруин обучался в Илонском университете по специальности «Политология», совмещая обучение с игрой за университетскую футбольную команду в Национальной ассоциации студенческого спорта.
В 2008 и 2009 годах также выступал за клуб «Каролина Динамо» в лиге USL PDL.
Эруин был заявлен на супер- и дополнительный драфты MLS 2011 года, но остался невыбранным.
В феврале 2011 года проходил просмотр в «Нью-Инглэнд Революшн».
В сезоне 2011 Эруин выступал за клуб Канадской футбольной лиги «Кэпитал Сити». 16 июля 2011 года в матче против «Уинсор Старз» забил гол.
В апреле 2012 года Эруин подписал контракт с клубом «Шарлотт Иглз» из лиги USL Pro. Дебютировал за клуб из родного города 22 мая 2012 года в матче Открытого кубка США против «Эль-Пасо Патриотс».
21 февраля 2013 года Эруин подписал контракт с клубом MLS «Колорадо Рэпидз» после успешного просмотра на предсезонном сборе. В высшей лиге дебютировал 16 марта 2013 года в матче против «Реал Солт-Лейк», в котором вышел на замену через несколько минут после стартового свистка вместо, получившего травму, основного голкипера Мэтта Пикенза. Эруин воспользовался предоставившимся шансом и, показывая надёжную игру, прочно завладел позицией первого номера. В декабре 2013 года прошёл тренировочный курс в клубе английской Премьер-лиги «Эвертон». 28 марта 2014 года подписал новый контракт с «Рэпидз». Эруин был отобран на Матч всех звёзд MLS 2015, в котором звёздам лиги противостоял английский «Тоттенхэм Хотспур», но на поле не вышел, оставшись в запасе.
18 января 2016 года Эруин был обменян в «Торонто» на целевые распределительные средства и два драфт-пика. Свой первый сезон в «Торонто» Эруин начал в качестве основного вратаря, но 25 июня 2016 года в матче против «Орландо Сити» получил травму — растяжение четырехглавой мышцы. В его отсутствие место в воротах было доверено Алексу Боно. Для набора игровых кондиций после травмы 26 августа 2016 года Эруин был заявлен в фарм-клуб «Торонто II», выступавший в USL. После восстановления вернулся в стартовый состав «Торонто». Защищал ворота «красных» 10 декабря 2016 года в матче за Кубок MLS 2016, в котором «Торонто» проиграл «Сиэтл Саундерс» в серии послематчевых пенальти после безголевой ничьи в основное и дополнительное время. 12 декабря 2016 года на драфте расширения MLS Эруин был выбран клубом «Атланта Юнайтед», но сразу же был обменян обратно в «Торонто» на Марка Блума и общие распределительные средства. 3 февраля 2017 года подписал новый контракт с «Торонто». 31 марта 2017 года в матче против «Спортинга Канзас-Сити» получил травму подколенного сухожилия, вследствие чего выбыл из строя на пять недель. В результате — Боно, подменявший Эруина, утвердился в роли основного голкипера, в том числе стоял в воротах в матче за Кубок MLS 2017, в котором «Торонто» взял реванш у «Сиэтла» за прошлогоднее поражение. По окончании сезона 2018 «Торонто» не продлил контракт с Эруином.
14 декабря 2018 года Эруин вернулся в «Колорадо Рэпидз» — «Торонто» обменял права на него на драфт-пик. 15 марта 2019 года Эруин отправился в аренду в аффилированный клуб Чемпионшипа ЮСЛ «Колорадо-Спрингс Суитчбакс». По окончании сезона 2022 контракт Эруина с «Колорадо Рэпидз» истёк.
6 декабря 2022 года Эруин на правах свободного агента присоединился к «Миннесоте Юнайтед», подписав двухлетний контракт с опцией продления ещё на один год. За «Миннесоту Юнайтед» дебютировал 25 марта 2023 года в матче против «Ванкувер Уайткэпс».

## Статистика выступлений
| Выступление                         | Выступление      | Выступление      | Лига | Лига | Плей-офф | Плей-офф | Кубок | Кубок | Континент | Континент | Итого | Итого |
| Клуб                                | Лига             | Сезон            | Игры | Голы | Игры     | Голы     | Игры  | Голы  | Игры      | Голы      | Игры  | Голы  |
| ----------------------------------- | ---------------- | ---------------- | ---- | ---- | -------- | -------- | ----- | ----- | --------- | --------- | ----- | ----- |
| Шарлотт Иглз                        | USL Pro          | 2012             | 3    | -4   | —        | —        | 4     | -2    | —         | —         | 7     | -6    |
| Шарлотт Иглз                        | Итого            | Итого            | 3    | -4   | —        | —        | 4     | -2    | —         | —         | 7     | -6    |
| Колорадо Рэпидз                     | MLS              | 2013             | 32   | -35  | 1        | -2       | 1     | -1    | —         | —         | 34    | -38   |
| Колорадо Рэпидз                     | MLS              | 2014             | 26   | -49  | —        | —        | 2     | -4    | —         | —         | 28    | -53   |
| Колорадо Рэпидз                     | MLS              | 2015             | 31   | -38  | —        | —        | 0     | 0     | —         | —         | 31    | -38   |
| Колорадо Рэпидз                     | Итого            | Итого            | 89   | -122 | 1        | -2       | 3     | -5    | —         | —         | 93    | -129  |
| Торонто                             | MLS              | 2016             | 19   | -23  | 6        | -6       | 3     | -2    | —         | —         | 28    | -31   |
| Торонто                             | MLS              | 2017             | 6    | -5   | 0        | 0        | 4     | -4    | —         | —         | 10    | -9    |
| Торонто                             | MLS              | 2018             | 7    | -19  | —        | —        | 4     | -4    | 0         | 0         | 11    | -23   |
| Торонто                             | Итого            | Итого            | 32   | -47  | 6        | -6       | 11    | -10   | 0         | 0         | 49    | -63   |
| Торонто II (фарм-клуб)              | USL              | 2016             | 2    | -8   | —        | —        | —     | —     | —         | —         | 2     | -8    |
| Торонто II (фарм-клуб)              | Итого            | Итого            | 2    | -8   | —        | —        | —     | —     | —         | —         | 2     | -8    |
| Колорадо Рэпидз                     | MLS              | 2019             | 11   | -17  | —        | —        | 1     | -2    | —         | —         | 12    | -19   |
| Колорадо Рэпидз                     | MLS              | 2020             | 4    | -8   | 0        | 0        | —     | —     | —         | —         | 4     | -8    |
| Колорадо Рэпидз                     | MLS              | 2021             | 1    | -3   | 0        | 0        | —     | —     | —         | —         | 1     | -3    |
| Колорадо Рэпидз                     | MLS              | 2022             | 0    | 0    | —        | —        | 1     | -2    | 0         | 0         | 1     | -2    |
| Колорадо Рэпидз                     | Итого            | Итого            | 16   | -28  | 0        | 0        | 2     | -4    | 0         | 0         | 18    | -32   |
| Колорадо-Спрингс Суитчбакс (аренда) | USLC             | 2019             | 3    | -5   | —        | —        | —     | —     | —         | —         | 3     | -5    |
| Колорадо-Спрингс Суитчбакс (аренда) | Итого            | Итого            | 3    | -5   | —        | —        | —     | —     | —         | —         | 3     | -5    |
| Колорадо Рэпидз 2 (фарм-клуб)       | MLS Next Pro     | 2022             | 3    | -3   | —        | —        | —     | —     | —         | —         | 3     | -3    |
| Колорадо Рэпидз 2 (фарм-клуб)       | Итого            | Итого            | 3    | -3   | —        | —        | —     | —     | —         | —         | 3     | -3    |
| Миннесота Юнайтед                   | MLS              | 2023             | 4    | -8   | —        | —        | 3     | -8    | 0         | 0         | 7     | -16   |
| Миннесота Юнайтед                   | Итого            | Итого            | 4    | -8   | —        | —        | 3     | -8    | 0         | 0         | 7     | -16   |
| Всего за карьеру                    | Всего за карьеру | Всего за карьеру | 152  | -225 | 7        | -8       | 23    | -29   | 0         | 0         | 182   | -262  |

## Достижения
Командные
 «Торонто»
- Чемпион MLS (обладатель Кубка MLS): 2017
- Победитель регулярного чемпионата MLS: 2017
- Победитель Первенства Канады: 2016, 2017, 2018

Индивидуальные
- Участник Матча всех звёзд MLS: 2015